# Каштан озаркский
Каштан озаркский (лат. Castanea ozarkensis) — дерево, вид рода Каштан (Castanea) семейства Буковые (Fagaceae). Растёт на плато Озарк.

## Описание
Деревья, иногда кустарники, раньше часто массивные, до 20 м высотой, сейчас, после перенесенного крифонекроза редко превышают 10 м, кора светло-серая с глубокими или умеренными трещинами
Листья узкие, удлинено-эллиптические, или обратнояйцевидные, или обратноланцетные, (4)12—20(26) см длиной и 3—10 см шириной, заострённые, по краю пильчатые, с остриями. Основание округлое и слегка сердцевидное или слегка клиновидное, верхушка острая или заострённая. Нижняя сторона листа бледно-зелёного цвета, густо или скудно покрыта белыми волосками, иногда волосков нет совсем; верхняя сторона зелёная, голая. Черешок обычно имеет длину (8)10—15 мм..
Пестичный цветок одиночный. Тычиночные колоски длиной 5—20 см, появляются в конце мая—июне.
Плюска растрескивающаяся двумя створками, с многочисленными колючками, с одним плодом внутри, имеющим размеры 9-19 × 8-14 мм. Плоды съедобны.

## Распространение и экология
Растёт в лиственных лесах, по холмистым возвышенным местам Озаркских гор и гор Уошито, на высоте 150—600 м. Ареал этого вида охватывает штаты: Алабама, Арканзас, Луизиана, Миссури, Оклахома и Техас. Популяция из северной Алабамы, возможно, полностью уничтожена крифонекрозом.

## Синонимика
По информации базы данных The Plant List, в синонимику вида входят следующие названия:
- Castanea alabamensis Ashe
- Castanea arkansana Ashe
- Castanea ozarkensis var. arkansana (Ashe) Ashe
- Castanea pumila subsp. ozarkensis (Ashe) A.E.Murray
- Castanea pumila var. ozarkensis (Ashe) G.E.Tucker)